# Унион Магдалена
Унион Магдалена (на испански: Unión Magdalena) е колумбийски футболен отбор от Санта Марта, департамент Магдалена. Основан е на 10 март 1951 г. под името Депортиво Самариос и играе под тази си форма в първенството, преди да бъде сформиран на ново под името Унион Магдалена на 19 април 1953 г.

## История
Първият състав на Депортиво Самариос се състои основно от унгарски футболисти, които остават в страната след като техния отбор ФК Унгария е закрит, докато те са турне в Колумбия. Най-големият успех на отбора е спечелването на шампионската титла през 1968 г.

## Играчи

### Известни бивши играчи
- Алфредо Аранго
- Аурелио Паласиос
- Гюла Женгелер
- Иржи Ханке
- Карлос Валдерама
- Корадо Контин

## Успехи
Национални
- Категория Примера А:
  - Шампион (1): 1968
  - Вицеампион (1): 1979
- Категория Примера Б:
  - Вицеампион (1): 2000
- Купа на Колумбия:
  - Финалист (1): 1989

## Рекорди
- Най-голяма победа: 12:1 срещу Универсидад Насионал, 1951 г.
- Най-голяма загуба: 8:1 срещу Атлетико Насионал, 1954 г.
- Най-много мачове: Аурелио Паласиос
- Най-много Голове: Алфредо Аранго – 110